# Nicole Stéphane
Nicole Stéphane (nascuda amb el nom de baronessa Nicole de Rothschild, París, França, 27 de maig de 1923 - 13 de març de 2007) va ser una actriu, productora i directora francesa.

## Biografia
Era la gran de les dues filles del baró James-Henri de Rothschild i la seva primera esposa, Claude Dupont, Nicole Stéphane era membre de la família bancària Rothschild de França. La seva família immediata, però, també estava profundament immersa en les arts. El seu avi patern, el baró Henri de Rothschild, era un dramaturg i productor teatral que va escriure sota els noms de Charles des Fontaines i André Pascal i era propietari del Théâtre Antoine i Théâtre Pigalle. El seu cosí germà Philippine de Rothschild era actriu de la Comédie-Française, amb el nom de Philippine Pascal. I el germà del seu pare, el viticultor Philippe de Rothschild, escrivia obres de teatre, posseïa teatres i produïa pel·lícules.
Stéphane es va unir a l'exèrcit durant la Segona Guerra Mundial i va ser empresonada breument a Espanya el 1942 després de creuar els Pirineus mentre intentava unir-se a la França Lliure. També va ser agent d'enllaç a Alemanya. Com a actriu, és més coneguda pel seu paper en dues pel·lícules de Jean-Pierre Melville, Le Silence de la mer (1947) i Les Enfants terribles (1950).
La seva darrera pel·lícula com a actriu va ser la pel·lícula Carve Her Name with Pride (1958). La seva carrera d'actriu es va veure truncada per un accident de cotxe. Es va reorientar cap a la producció, ajudant especialment a Georges Franju i Jean-Pierre Melville. Entre els seus crèdits de producció hi havia L’amor de Swann (1984), una adaptació de la primera novel·la del cicle Remembrance of Things Past de Marcel Proust, protagonitzada per Jeremy Irons i Ornella Muti. També va ser honrada com a membre de l'Ordre des Arts et des Lettres pel govern de França.
A la dècada de 1970, Stéphane era l'amant de l'escriptora i crítica nord-americana Susan Sontag, que li va dedicar el seu llibre de 1977 On Photography. També va tenir una aventura amb Colette de Jouvenel, filla de la reconeguda autora Colette.
Va presentar la seva cosina Francine Weisweiller a Jean Cocteau, a qui havia conegut mentre actuava a la pel·lícula de la seva novel·la Les Enfants Terribles. Això va fer que Weisweiller es convertís en una important mecenes seu i que visqués amb ell i l'estrella Edouard Dermit en un menage a trois.